# François-Henri Pinault
François-Henri Pinault (Rennes, 28 de mayo de 1962) es un empresario francés, actual presidente de un conglomerado de marcas de lujo, hijo y heredero de François Pinault. Es considerado uno de los hombres más ricos del mundo, con una fortuna familiar estimada el 18 de agosto de 2018 en 30 500 millones de dólares.

## Vida profesional
Estudió en la escuela francesa de altos estudios comerciales, HEC, donde adquiere los conocimientos para trabajar en las empresas de su padre. En 1989 se convierte en director general de France Bois Industries, después de Pinault Distribution.
En 1993, parte a trabajar al extranjero (África, DOM-TOM). En 1997, es nombrado director general de FNAC. En marzo de 2005 da un gran salto al ser nombrado presidente de Pinault-Printemps-Redoute (PPR), en reemplazo de su padre. El 20 de junio de 2007, asume la presidencia del consejo de administración de la empresa alemana de equipamiento deportivo Puma, Después de que esta fuera adquirida por el grupo PPR vía su filial Sapardis.

## Vida personal
Entre 1996 y 2004 estuvo casado con Dorothée Lepère con quien tuvo dos hijos, François y Mathilde nacidos en 1998 y 2002 respectivamente.
El 11 de octubre de 2006 se convirtió en padre de su tercer hijo, Augustin James, fruto de su relación con la modelo canadiense Linda Evangelista. 
Anteriormente se vio vinculado a la empresaria Lily Rivera Caballero, con quien mantuvo una relación de 5 años, viviendo entre México y Francia.
El 26 de abril de 2006 conoció a la actriz y empresaria mexicana Salma Hayek, con quien tiene una hija llamada Valentina Paloma nacida en Los Ángeles, California el 21 de septiembre de 2007.
Después del nacimiento de su hija, la pareja anunció su compromiso, pero este se vio disuelto en julio de 2008 por medio de un comunicado emitido por la oficina de prensa de Salma Hayek, confirmando así los rumores de una separación.
Sin embargo, la pareja se casó por lo civil en el Distrito VI de París el 14 de febrero de 2009, Día de los Enamorados, en una ceremonia íntima, y el matrimonio religioso se celebró el día 26 de abril en Venecia en la Sala Apolinee del Palazzo Grassi, perteneciente a la familia de Pinault, lugar que fuese el escenario donde la pareja habría de conocerse 3 años atrás.
Anterior a la boda se celebró una fiesta de máscaras alusivas al Carnaval de Venecia el día 25 de abril en Punta della Dogana, una zona al sur del Gran Canal Veneciano, a la que asistieron diversas personalidades como Penélope Cruz, amiga de Hayek,  Jacques Chirac, amigo del padre de Pinault, Bono vocalista de U2, Gael García Bernal, Luis Miguel, Charlize Theron, Ashley Judd, Prince (quien compuso la canción Valentina, dedicada a la hija del matrimonio), entre otros.

## El imperio Pinault
Con más de 60 empresas, el holding Artemis administra diferentes negocios.
- Deportes. Dueños del equipo de fútbol francés Stade Rennais y de la marca Puma que fue adquirida por 5.300 millones de euros.
- Medios. Propietarios de la influyente revista semanal Le Point y con participación en el periódico Le Monde. Además la familia Pinault es propietaria de la cadena de televisión francesa TF-1.
- Marcas de lujo. Gucci, Balenciaga e Yves Saint Laurent son algunas de las marcas de Kering.
- Arte. Poseen una de las cinco mejores colecciones privadas de arte moderno, 2500 obras de artistas como Picasso, Miró y otros en el Palazzo Grassi.
- Tiendas. Dueños de Conforama, La Redoute, Vertbaudet y Chadwick's. Además tienen participación en la cadena FNAC.
- Remates y subastas. La famosa casa de subastas Christie's.